# باشگاه فوتبال آوی آغستفا
باشگاه فوتبال آوی آغستفا (به لاتین: FK Avei Agstafa) یک باشگاه و تیم فوتبال پیشین در جمهوری آذربایجان است.